# سده ۴ (قمری)
| سده‌ها: | سده ۳ - سده ۴ - سده ۵                   |
| دهه‌ها: | ۳۰۰ ۳۱۰ ۳۲۰ ۳۳۰ ۳۴۰ ۳۵۰ ۳۶۰ ۳۷۰ ۳۸۰ ۳۹۰ |

سدهٔ ۴ قمری در تقویم هجری قمری به فاصله سال‌های ۳۰۱ تا ۴۰۰ق (برابر ۹۱۳ تا ۱۰۱۰م) گفته می‌شود. سدهٔ چهارم قمری از سده‌های اوج عصر زرین اسلامی در حوزه‌های گوناگون بود.

ادبیات عربی و فارسی در این سده بسی شکوفا شده بود. ابن قتیبه در این باره گفت «هر که خواهد عالِم شود باید فن واحدی را بجوید [ فقه ] و دنبال کند ولی آنکه خواهد ادیبش بنامند باید در همه علوم دستی داشته باشد.»
== رویدادها ==رشد و رونق شهر نشینی، استقرار سیاسی ، مذهبی در ایران،  این قرن در واقع یکی از مهمترین مقاطع شهرنشینی و شهر گرایی کشور بوده است.

## زادگان
خواجه عبدالله انصاری سده سوم و چهارم
ناصر خسرو سده سوم و چهارم
- ابوالعلا معری
- ابوالوفا بوزجانی
- ابوحیان توحیدی
- ابن سینا
- ابن هیثم
- ابوالطیب متنبی
- ابوریحان بیرونی
- ابوعبدالله حاکم نیشابوری
- ابونعیم اصفهانی
- فردوسی
- ابوسعد آوی
- آغاجی بخارایی
- ابوسعید ابوالخیر
- ابوالعلای شوشتری
- ابوالفتح بستی
- ابوطاهر خسروانی
- بوالمثل بخارایی
- رونقی بخارایی
- سپهری بخارایی
- بدیع بلخی
- بزرگمهر قائنی
- بشار مرغزی
- ابوالمؤید بلخی
- رابعه بلخی
- بندار رازی
- بهرامی سرخسی
- ابواسحاق جویباری
- طاهر چغانی
- خبازی نیشابوری
- خجسته سرخسی
- خسروی سرخسی
- دقیقی
- رودکی
- ابوالعباس ربنجنی
- ابوشکور بلخی
- طیان ژاژخای
- ابوحفص سغدی
- ابوالفرج سگزی
- شاکر جلاب
- شهید بلخی
- عبدالله روزبه النکتی
- عماره مروزی
- عنصری بلخی
- محمد عبده کاتب
- کسایی مروزی
- حکاک مرغزی
- مسرور طالقانی
- مسعودی مروزی
- ابوطیب مصعبی
- معروفی بلخی
- ابوزراعه معمری
- معنوی بخارائی
- منتصر سامانی
- منجیک ترمذی
- منطقی رازی
- نصر بن منصور
- ابوشعیب هروی

## درگذشتگان
- ابوبکر رازی
- ابومحمد همدانی
- خواجه عبدالله انصاری
- ناصر خسرو

## یافته‌ها و نوآوری‌ها
سدهٔ چهارم هجری از درخشان‌ترین و پرفروغ‌ترین روزگاران تاریخ و تمدن ایران و اسلام است. این سده بخشی از دوران طلایی اسلام است. در این قرن، هنرمندان، دانشمندان، سخن‌وران، پژوهندگان، فقیهان، نویسندگان، فیلسوفان و پزشکان بزرگی پدیدار شدند که نگاه‌ها و نظرهایشان- تا چند سده پس از ایشان- بر جامعهٔ علمی سایه افکنده داشت. همچنین کشاورزی، صنعت و بازرگانی نیز در بسیاری از سرزمین‌های اسلامی رونق داشت و از کرانه‌های دریای چین تا دروازه‌های بیزانس، جولان‌گاهِ بازرگانانِ مسلمان بود.
با این همه، جنگ و خون‌ریزی و کشاکشِ قدرت‌ها و دولت‌های محلی در کنارِ همهٔ رویدادهای دیگر، در جریان بود و حکومت‌های پرشماری در سراسرِ سرزمین‌های اسلامی، بر گروهی از مسلمانان فرمان می‌راندند.
برافتادنِ سامانیان، قدرت گرفتن زیاریان و برآمدنِ بویهیان در ایران و نیز سقوط بغداد به دستِ آل بویه از رخدادهای سیاسیِ مهم و سترگِ این سده‌اند.

## ساختار

### کتاب
یک‌ ماهه، از کتاب چندان دانش می‌آموزی که از دهان مردمان، به روزگاران دراز هم نمی‌آموزی.

در الحَیَوان
در هر مسجد جامع شهرِ اسلامی در این سده، یک کتابخانه هم بود و علما معمولاً کتاب‌های خود را وقف این مسجدها می‌کردند در اواخر این سده، هر یک از سه فرمانروای مهم اسلامی در بغداد و قاهره و قرطبه گرایش سختی به گردآوری کتاب داشتند. الحکم دوم سفیرانی به سرزمین‌های شرق اسلامی می‌فرستاد که از کتاب‌های تازه برای او نسخه فراهم آورند و فهرست کتابخانه‌اش چهل و چهار دفتر بیست ورقی می‌شد که فقط نام کتاب‌ها در آن ثبت شده بود.العزیز بالله فاطمی در قاهره، خزانهٔ کتاب بزرگی با دویست هزار کتاب داشت.

جز این فرمانروایان، جاحظ، فتح بن خاقان و اسماعیل بن اسحاق قاضی از ادیبان کتاب‌دوست بودند. جاحظ گفته که «یک‌ماهه، از کتاب چندان دانش می‌آموزی که از دهان مردمان، به روزگاران دراز هم نمی‌آموزی.»

### مدرسه‌ها
بنا به گفتهٔ تقی‌الدین مقریزی در «الخُطَط»، نیشابور نخستین شهر اسلامی بود  که از مدرسه‌سازی در آن در تاریخ‌نگاری‌ها یاد شده‌است: «مدرسه‌هایی که در سرزمین‌های اسلامی برپا شده‌ا‌ند، به هنگام صحابه و تابعین این چنین شناخته نشده بودند، این‌ها نوبنیادند و چهارصد سال پس از هجرت ساخته شدند. نخستین کسانی که در سرزمین اسلامی بدین کار همت گماشتند، مردم نیشابور بودند؛ مدرسهٔ بیقهیه را آنجا بنیان نهادند.» مهاجرت‌های دانشمندان از سراسر جهان اسلام در سده‌های میانه به نیشابور، سبب شد که مدرسه‌های آن «کانون گسترش ایده‌ها» و «قطب علمی دنیای اسلامی» شود. پیش از ساخت نظامیه در نیشابور، مدرسه‌هایی در آن برپا بوده‌است: